# Moléans
Moléans is een gemeente in het Franse departement Eure-et-Loir (regio Centre-Val de Loire) en telt 502 inwoners (2004). De plaats maakt deel uit van het arrondissement Châteaudun.

## Geografie
De oppervlakte van Moléans bedraagt 11,1 km², de bevolkingsdichtheid is 45,2 inwoners per km².
De onderstaande kaart toont de ligging van Moléans met de belangrijkste infrastructuur en aangrenzende gemeenten.

## Demografie
Onderstaande figuur toont het verloop van het inwonertal (bron: INSEE-tellingen).